# Acquaviva (Montepulciano)
Acquaviva è una frazione del comune italiano di Montepulciano, nella provincia di Siena, in Toscana.
Situata a circa 9 km dal capoluogo, a 300 m s.l.m. nella Valdichiana, conta oltre 1 300 abitanti. La strada principale del paese è Via Fratelli Celso e Claudio Braschi: da qui si articola un centro abitato in lenta ma costante espansione. Il Santo patrono è San Vittorino a cui è dedicata la chiesa ottocentesca con pianta a croce greca. Ma a San Vittorino è intitolata anche una via, la più ripida del paese, situata sul fianco della chiesa.

## Storia

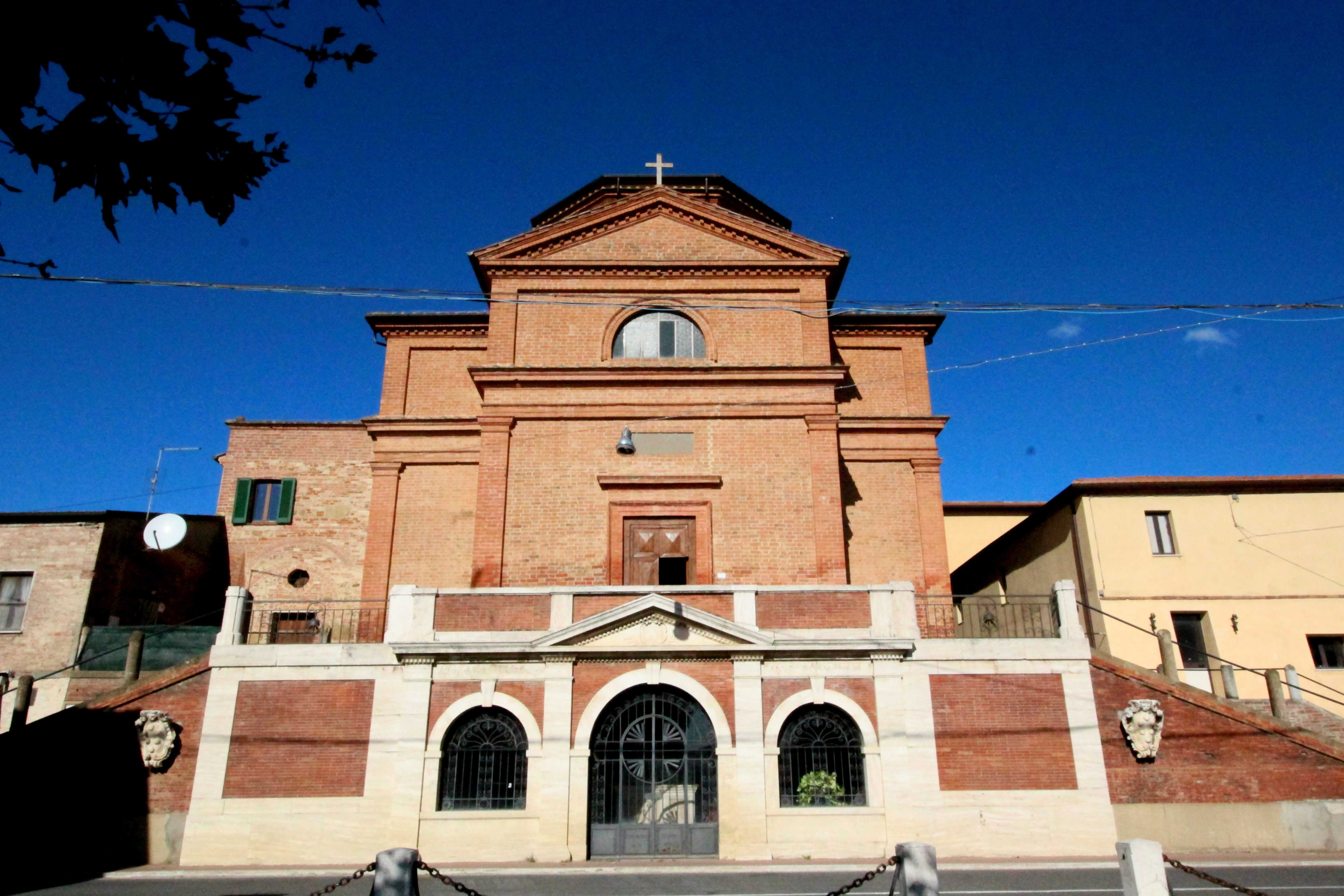
La chiesa di San Vittorino

Le prime tracce di Acquaviva si trovano su un documento dell'803, firmato a San Vittorino de Acquaviva, pieve di cui si è persa traccia.
Era abitata già dai Romani, come testimonia il pavimento di un edificio romano ritrovato nel 1957.

## Cultura

### Teatro

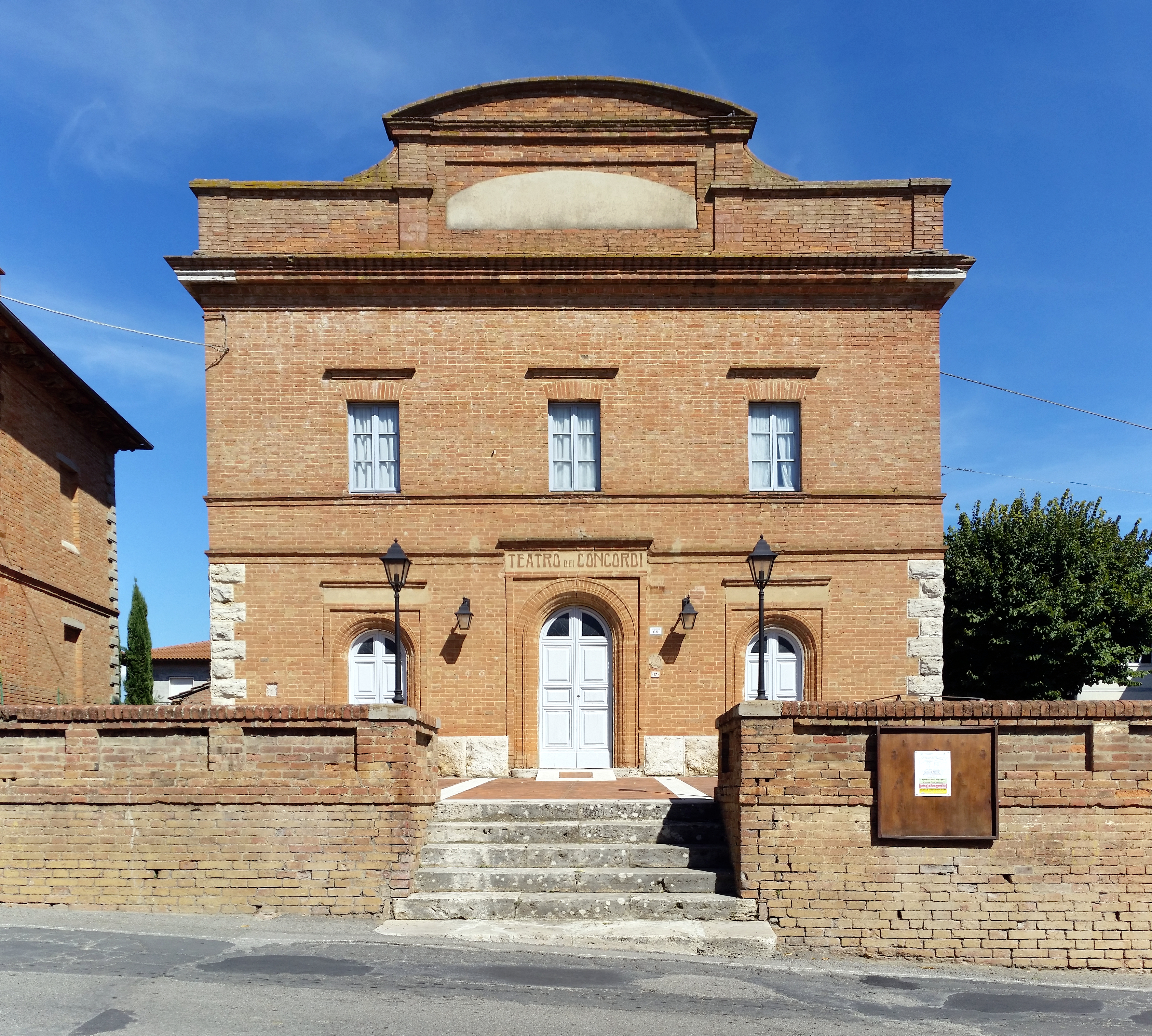
Il teatro della Società dei Concordi

Il Teatro della Società dei Concordi, ristrutturato negli anni '90, è un gioiellino belle époque, che attualmente ospita il festival del teatro amatoriale, oltre agli spettacoli del Cantiere Internazionale d'Arte di Montepulciano.

### Eventi
Fiera di San Vittorino
La Fiera di San Vittorino ha rappresentato per diversi decenni un'ineludibile realtà per il commercio del bestiame, settore essenziale per un'economia prevalentemente rurale. L'iniziativa si è poi trasformata in una fiera merceologica che tuttora viene allestita il primo sabato di settembre. Dal 1988 fino ai primissimi anni del nuovo secolo, Acquaviva è stata suddivisa in quattro rioni, definiti Aie, in omaggio alla tradizione contadina: Aia di Chiavino (azzurri), Aia di Cochino (gialli), Aia di Passerino (verdi), Aia di Puntale (rossi). Nell'ambito della Fiera di San Vittorino, le quattro aie si sfidavano nei giochi del "Pazzo Fierale". Tra le competizioni più sentite c'era la corsa dell'ocio (maschio dell'oca). Per alcuni anni poi le Aie si sono sfidate a giugno con la Corsa dei Carri: i vecchi carri contadini venivano spinti sulla salita di Via San Vittorino dagli atleti di ogni rione; questa competizione fu sospesa per motivi di sicurezza.
Live Rock Festival
La manifestazione si tiene la seconda settimana di settembre. Dal 1997 si sono esibiti sul palco di Acquaviva musicisti italiani ed internazionali come Oumou Sangaré, Asian Dub Foundation, Francesco De Gregori, Salmo, Afterhours, Per Grazia Ricevuta, Brunori Sas, Baustelle, Marlene Kuntz, Sud Sound System, 99 Posse, Africa Unite, New York Ska Jazz Ensemble, Nothing but Thieves, These New Puritans, Tricky, Skip&Die, Hindi Zahra, Digitalism, Goose, 65 Days of Static, Dub FX, Roy Paci & Aretuska, Verdena, Fast Animals and Slow Kids.
Corse dei cavalli
Il nuovo impianto sportivo, presso lo Stadio Ceccuzzi, inaugurato alla fine degli anni ottanta nella zona di Fontegrande, ospita per tre volte all'anno le corse dei cavalli.

## Economia
Le attività produttive si concentrano sui settori delle eccellenze locali: l'enologia, il turismo (soprattutto con l'agriturismo), l'agricoltura. Ma non mancano i piccoli insediamenti industriali, per lo più a conduzione familiare.